# Bill Cheesbourg
William Bernard Cheesbourg, detto Bill (Tucson, 12 giugno 1927 – Tucson, 6 novembre 1995), è stato un pilota automobilistico statunitense.

## Carriera
Corse nella serie Champ Car tra il 1950 e 1968, disputando 6 volte la 500 Miglia di Indianapolis tra il 1957 ed il 1965. Il miglior risultato fu il 10º posto nell'edizione 1958.
Tra il 1950 e il 1960 la 500 Miglia di Indianapolis faceva parte del Campionato Mondiale, per questo motivo Cheesbourg ha all'attivo anche tre Gran Premi in Formula 1.

## Risultati in Formula 1
| 1956 | Scuderia       | Vettura           |  |  |    |  |  |  |  |  |  |  |  | Punti | Pos. |
| ---- | -------------- | ----------------- |  |  | -- |  |  |  |  |  |  |  |  | ----- | ---- |
| 1956 | Cecil McDonald | Kurtis Kraft 4000 |  |  | NQ |  |  |  |  |  |  |  |  | 0     |      |

| 1957 | Scuderia                                     | Vettura           |  |  |     |  |  |  |  |  |  |  |  | Punti | Pos. |
| ---- | -------------------------------------------- | ----------------- |  |  | --- |  |  |  |  |  |  |  |  | ----- | ---- |
| 1957 | Las Vegas Club NQ Schildmeier Seal/Donaldson | Kurtis Kraft 500G |  |  | Rit |  |  |  |  |  |  |  |  | 0     |      |

| 1958 | Scuderia    | Vettura           |  |  |  |    |  |  |  |  |  |  |  | Punti | Pos. |
| ---- | ----------- | ----------------- |  |  |  | -- |  |  |  |  |  |  |  | ----- | ---- |
| 1958 | Novi Racing | Kurtis Kraft 500F |  |  |  | 10 |  |  |  |  |  |  |  | 0     |      |

| 1959 | Scuderia                         | Vettura                                  |  |     |  |  |  |  |  |  |  |  |  | Punti | Pos. |
| ---- | -------------------------------- | ---------------------------------------- |  | --- |  |  |  |  |  |  |  |  |  | ----- | ---- |
| 1959 | Greenman-Casale Hardwood Door NQ | Kuzma Indy Roadster Kurtis Kraft 500G NQ |  | Rit |  |  |  |  |  |  |  |  |  | 0     |      |

| Legenda | 1º posto     | 2º posto | 3º posto    | A punti         | Senza punti/Non class.  | Grassetto – Pole position Corsivo – Giro più veloce |
| Legenda | Squalificato | Ritirato | Non partito | Non qualificato | Solo prove/Terzo pilota | Grassetto – Pole position Corsivo – Giro più veloce |